# Paul Osthold

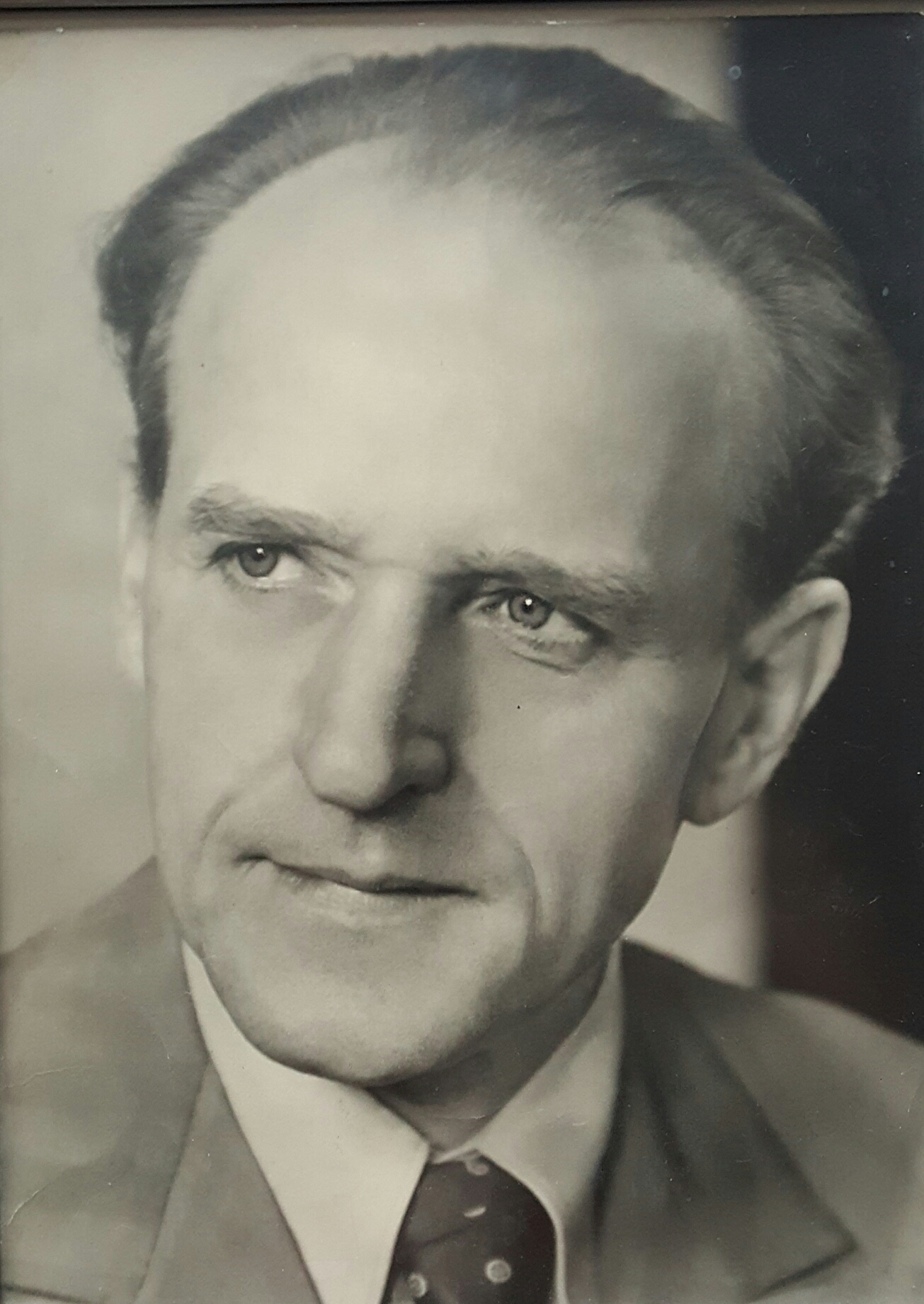
Paul Osthold

Paul Osthold (* 11. Juni 1894 in Hagen; † 17. September 1978 in Wissen) war ein deutscher Staatswissenschaftler. Neben seiner Tätigkeit als Geschäftsführer des Deutschen Instituts für technische Arbeitsschulung, kurz DINTA, wirkte Osthold auch als Chefredakteur und Herausgeber der Zeitschriften „Der deutsche Volkswirt“ und „Der Arbeitgeber“, die er in den 1950er Jahren zu einer der führenden sozialpolitischen Zeitschriften in der Bundesrepublik formte. Als Vertreter der Arbeitgeberverbände stand Osthold zugleich in engem Kontakt mit namhaften Persönlichkeiten aus Politik und Wirtschaft. Für seine Verdienste auf dem Gebiet der Nationalökonomie sowie für sein Engagement für die Interessen der deutschen Arbeitgeberverbände wurde Osthold 1964 mit dem Großen Bundesverdienstkreuz ausgezeichnet.

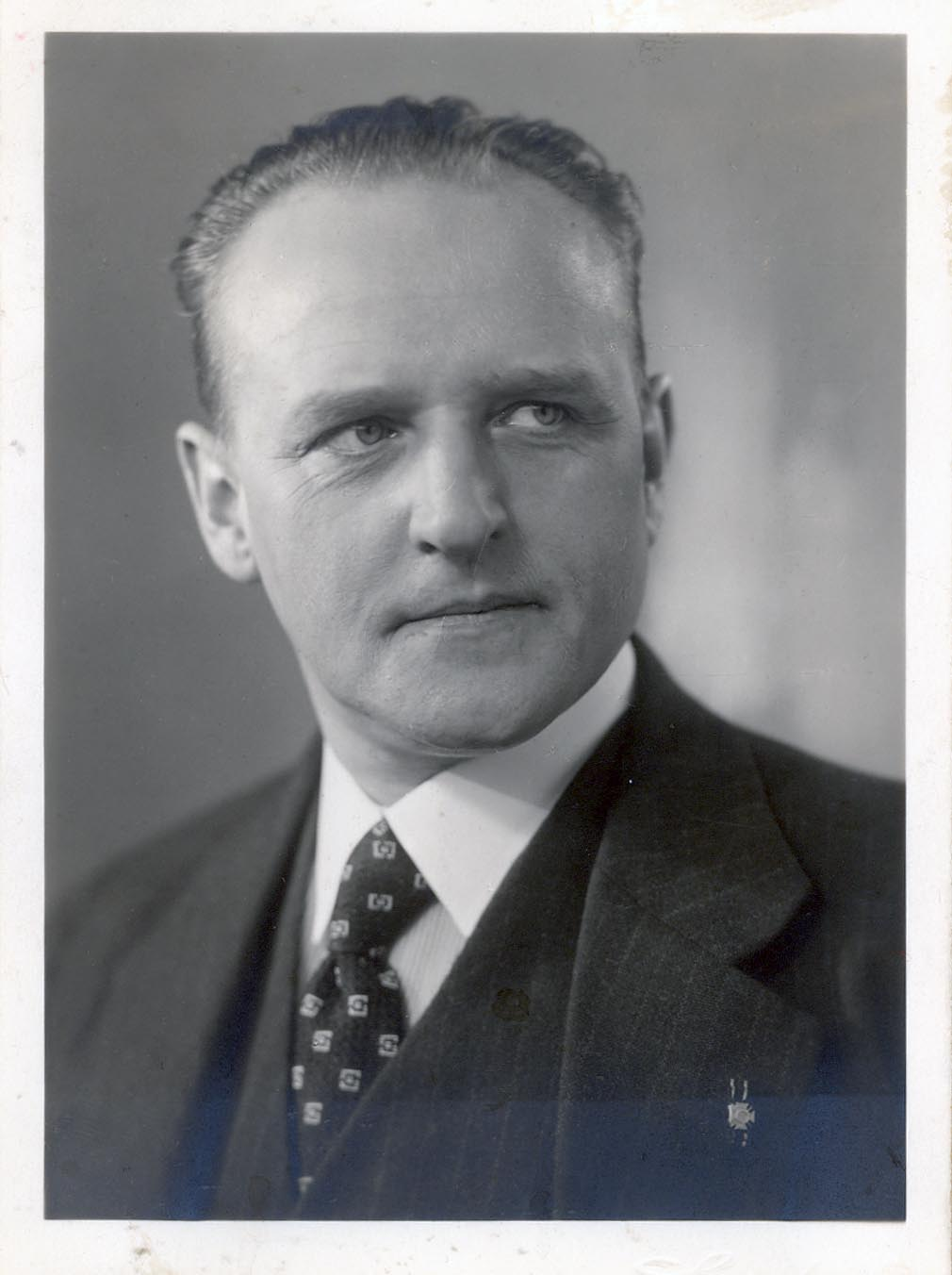
Paul Osthold – Kandidat der DNVP bei den Reichstagswahlen am 4. Mai 1924

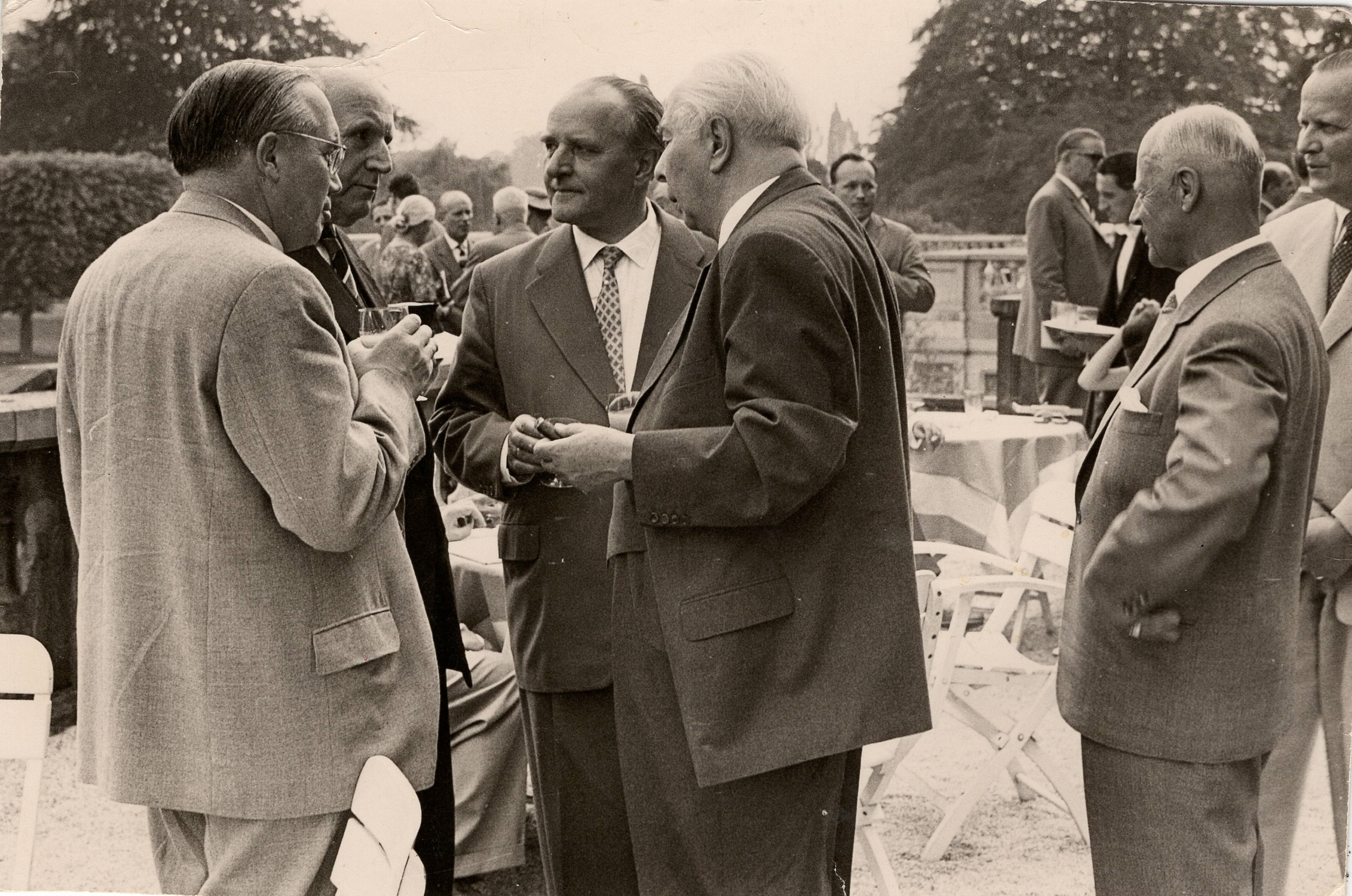
Paul Osthold (Mitte) im vertraulichen Gespräch mit Theodor Heuss (Mitte rechts).

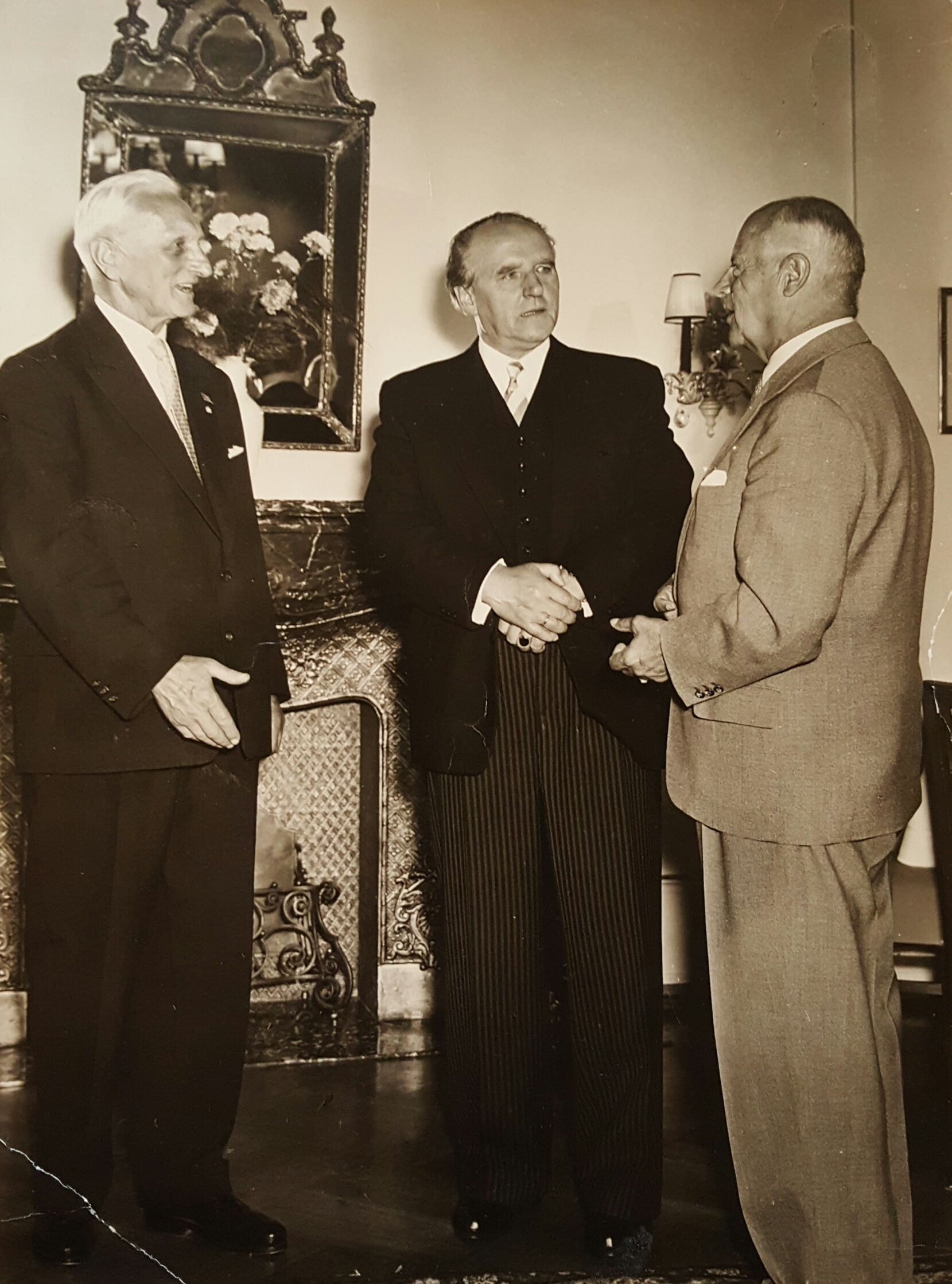
Paul Osthold im Gespräch mit Gerhard Erdmann (links) und Arbeitgeberpräsident Hans Constantin Paulssen

## Leben und Wirken

### Weimarer Zeit (1918–1933)
Nach dem Ende des Ersten Weltkrieges, den er zwischen 1914 und 1917 als Leutnant, ausgezeichnet mit dem Eisernen Kreuz erster Klasse (EK I), zunächst an der Ostfront, sowie später bis zu seiner Gefangenschaft im April 1917 in Frankreich erlebte, nahm Osthold 1921 in Königsberg ein Studium der Staatswissenschaften auf. Bevor er 1926 in Münster mit einer Arbeit zum Verhältnis des marxistischen Sozialismus zum deutschen Staatsgedanken im Ersten Weltkrieg zum Doktor der Staatswissenschaften promoviert wurde, hatte sich Osthold neben seiner beruflichen Tätigkeit stark in der deutschnationalen Bewegung engagiert. Als Mitglied des Wehrverbands Stahlhelm, der als der DNVP nahestehend galt, hatte er u. a. am Ruhrkampf mitgewirkt. Hier gehörte er bis Ende 1923 dem im Untergrund operierenden Widerstand gegen die französischen Besatzungstruppen an, der auch von Freikorpsmitgliedern unterstützt wurde. Nach dem Ende des Ruhrkampfes ging Osthold in die Politik, wo er sich in der von Alfred Hugenberg gegründeten DNVP engagierte. Bei der Reichstagswahl im Mai 1924, aus der die Partei mit 19,5 Prozent als zweitstärkste Kraft hervorging, scheiterte er knapp am Einzug ins Parlament. In der restlichen Weimarer Zeit wirkte Osthold vor allem als Geschäftsführer der DINTA. In dieser Funktion verfasste er 1926 die Schrift „Der Kampf um die Seele unseres Arbeiters“, die unter Historikern als politisches Manifest des Instituts gilt und eine Fortsetzung der Überlegungen von Reichskanzler Hans Luther zur „Einwirkung der modernen Großwirtschaft auf die Religion“ aus dem Jahr 1925 darstellt. Das viel beachtete Werk zeichnet sich vor allem durch eine Präferenz des Autors für die in den USA etablierten Wirtschaftsformen und industriellen Beziehungen aus, deren Übertragung auf Deutschland Osthold anstrebte.

### Zeit des Nationalsozialismus (1933–1945)
Nachdem die DINTA 1933 von den Nationalsozialisten in „Deutsches Institut für nationalsozialistische technische Arbeitsschulung“ umbenannt worden und ihres ursprünglichen Einflusses beraubt worden war, versah Osthold das Amt des Chefredakteurs des „Deutschen Volkswirts“ und konnte in dieser Funktion bis 1945 die Interessen der deutschen Arbeitgeber vertreten. Wegen seiner ideellen Verbundenheit mit deutschnationalen Ideen und seiner daraus resultierenden Ablehnung des Kommunismus, wurden schließlich die Nationalsozialisten auf Osthold aufmerksam. Im Jahr 1933 bemühten sich verschiedene Parteifunktionäre, ihn zu einem Eintritt in die NSDAP zu bewegen. Da Osthold diesen Avancen jedoch nicht nachgab, erhielt er als dekorierter Offizier der Kaiserlichen Armee zum Jahresbeginn 1934 einen Bescheid über seine Einberufung in einen Reserveverband der SA. Da Osthold ein solches Engagement aber kategorisch ablehnte, schied er bereits nach kurzer Zeit aus, woraufhin er ins Fadenkreuz der Behörden geriet. Dieser Konflikt erreichte in der Folgezeit immer bedrohlichere Ausmaße. Im Herbst 1934 erschien schließlich ein Artikel im Stürmer, dessen Verfasser einem nicht näher profilierten „Dr. O.“ prophezeite, dass diesem, noch ehe er sich versehe, eine „Nacht der langen Messer“ bevorstehen könne. Trotz dieser öffentlichen Drohung, die in offenkundiger Anspielung auf die Ermordung nahezu der gesamten SA-Führung im Rahmen des Röhm-Putschs erfolgte, trat Osthold bis Kriegsende weder der NSDAP noch einer ihrer Gliederungen bei. Wie sich nach dem Krieg herausstellte, hatte er zwischen 1933 und 1945 nicht nur regelmäßig die Innen- und Außenpolitik der Nationalsozialisten kritisiert, sondern auch die Ausgrenzung jüdischer Menschen unterlaufen. Zwar leistete Osthold in dieser Zeit keinen aktiven Widerstand gegen die NSDAP, wohl aber nutzte er mehrfach seine Netzwerke, um politisch Verfolgte des NS-Regimes zu unterstützen. Zu diesem Zweck hatte er immer wieder auch sein Privatvermögen verwendet. Zum Personenkreis der dadurch Begünstigten zählten neben Friedrich Curtius vor allem prominente Sozialdemokraten, darunter der spätere Abgeordnete des Landes Berlin Julius Hadrich, der künftige Bundesbankvizepräsident Heinrich Tröger und der spätere niedersächsische Wirtschaftsminister Ernst Nölting. Neben diesen Personen zollten Osthold später auch Liberale wie der Journalist Franz Reuter ihre Anerkennung für sein Engagement. Im Januar 1945 wurde Osthold als Kompaniechef einer Einheit der Armee Wenck zugeteilt. In dieser Formation war er zunächst an der Schlacht um Berlin beteiligt, konnte sich jedoch rechtzeitig nach Westen absetzen, wo er sich im Mai 1945 in amerikanische Obhut begab.

### Bundesrepublik Deutschland (1949–1978)
Nach Kriegsende machte Osthold rasch als Herausgeber und Publizist Karriere. So gehörte er zum Gründerkreis der Zeitschrift „Der Arbeitgeber“, des zentralen Verbandsorgans der Bundesvereinigung der Deutschen Arbeitgeberverbände (BDA). Als ihr Chefredakteur verfasste er bis zu seiner Pensionierung im Jahr 1964 mehr als 200 Leitartikel. Diese vielbeachteten Beiträge, die Osthold wegen ihrer wissenschaftlichen Klarheit und ihrer überzeugenden Aussagekraft Respekt und Anerkennung in weiten Kreisen der Fachwelt, an Hochschulen, aber auch bei den politischen Institutionen der Bundesrepublik, zuteilwerden ließen, enthielten Stellungnahmen zu grundlegenden sozial- und gesellschaftspolitischen Fragen, die in ihrer Gesamtheit eine Dokumentation der Sozialpolitik in der frühen und späten Nachkriegszeit begründeten. Unter der Ägide Ostholds avancierte „Der Arbeitgeber“ in den 1950er Jahren zu einer der führenden sozialpolitischen Zeitschriften in der Bundesrepublik, mit hohem Ansehen im In- und Ausland. In einem Abschiedswort anlässlich seines Eintritts in den Ruhestand schrieb Osthold:
„Jahrzehntelang hatte ich bei den maßgebenden Nationen die Schnittpunkte beobachtet, in denen sich die durch Idee, Wirtschaft und Staat ausgelösten Kräfte kreuzten, potenzierten oder schwächten. Dieses breite Erfahrungsfeld lag all meinen Aufsätzen in dieser Zeitschrift zugrunde, und von ihnen aus habe ich die Notwendigkeiten unserer Tage zu begreifen und zu rechtfertigen gesucht. Das gilt für die Entwicklung in unserem eigenen Lande, wie für die zwischen den Völkern. Das gilt insbesondere für die unermüdliche Klarstellung der geschichtlich so bitter erhärteten Tatsache, dass jedes Gesetz, jedes Unternehmen, jeder Staatsvertrag, kurzum alle für das Leben der Völker bedeutsamen Akte, die nicht durch eine wirtschaftlich gefestigte, politisch zeitgemäß organisierte, sozial ausgeglichene und moralisch gesunde Gesellschaft getragen werden, nach Dauer und Wirkung völlig unberechenbar bleiben. Man kann heute auf keiner Ebene, am wenigstens auf der des Staatsrechts, Geschichte schreiben, ohne nicht den schicksalhaften Einfluss zu berücksichtigen, der von den wirtschaftlichen Entwicklungen auf die soziale Ordnung und auf die sich in den formalen Staatsorganen entladenen politischen Kräfte ausgeht.“
Gerhard Erdmann, von 1949 bis 1963 Geschäftsführer der BDA, würdige Osthold später als einen „Publizisten der deutschen Wirtschaft, unbeeinflussbar von den politischen Umwälzungen dieser Zeit“. Während seiner Zeit als Chefredakteur pflegte Osthold enge persönliche Kontakte zu einflussreichen Personen aus Politik und Wirtschaft, darunter Bundespräsident Theodor Heuss, Arbeitgeberpräsident Hans Constantin Paulssen und Vizepräsident der Bundesbank Heinrich Tröger. Für seine Verdienste auf dem Gebiet der Nationalökonomie sowie um die Interessen der deutschen Arbeitgeberverbände wurde Osthold 1964 in Köln mit dem Großen Bundesverdienstkreuz ausgezeichnet. Paul Osthold starb am 17. September 1978. Er ist der Großvater des Historikers und Publizisten Christian Paul Osthold.

## Lyrisches Werk
Paul Osthold hat ein umfangreiches lyrisches Werk hinterlassen. Dieses umfasst mehr als eintausend Gedichte, hunderte Theaterstücke und eine Vielzahl von Aphorismen. Die betreffenden Arbeiten sind in verschiedenen Etappen seines Lebens entstanden und spiegeln nicht nur die persönliche Situation des Autors, sondern vielfach auch den vorherrschenden Zeitgeist wider. Paul Osthold hat sich in seiner Lyrik ferner auch mit philosophischen Themen auseinandergesetzt, insbesondere mit dem Sinn des Lebens und der Bedeutung des Todes sowie mit der Bedeutung des Glücks für das menschliche Dasein.

### Beherzigenswertes
Was Du denkst, schreib's nicht sogleich;

Was Du schreibst, laß' nicht gleich setzen –

Was gesetzt ist, prüf's und streich

Jedes Wort, das könnt' verletzen.

Wahrheit sei Dir höchste Pflicht,

Ehr das Ganze vor den Teilen!

Was Du dann noch sagst, sag's schlicht;

Nur der Redliche hilft heilen.

Einen Stein wirfst Du nicht blind,

Hart fällt er, weil unbeflügelt –

Härter noch als Steine sind

Worte, die der Geist nicht zügelt.

– PAUL OSTHOLD (1956)
(Quelle:)